# Klinika Katschkowskyj
Die Katschkowskyj-Klinik (ukrainisch Клініка Качковського), auch Makowskyj-Klinik (ukrainisch Клініка Маковського), ist ein denkmalgeschütztes Gebäude in der ukrainischen Hauptstadt Kiew.

## Geschichte
Das zwischen 1907 und 1908 auf der Oles-Hontschar-Straße (Вулиця Олеся Гончара) Nummer 33 im Stadtrajon Schewtschenko vom Architekten Ignazij Kasymyrowytsch Leduchowskyj (Іґнаці Казимирович Ледуховський)
errichtete Jugendstil-Gebäude wurde als Wohnhaus mit angegliederter privater chirurgischer Klinik für den Chirurgen Petr Erasmowytsch Katschkowskyj (Петр Еразмович Качковський 1863–1909) erbaut.
Als Katschkowskyj 1909 mit 45 Jahren starb, übernahm sein Freund und ebenfalls Mediziner Ihnatij Stanislawowytsch Makowskyj (Ігнатій Станіславович Маковський) die Klinik, in die am 14. September 1911 der nach einem Attentat schwer verletzte russische Ministerpräsident Pjotr Stolypin eingeliefert wurde, wo er am 18. September 1911 verstarb. Seit 1979 hat das Gebäude den Status eines Architekturdenkmals.

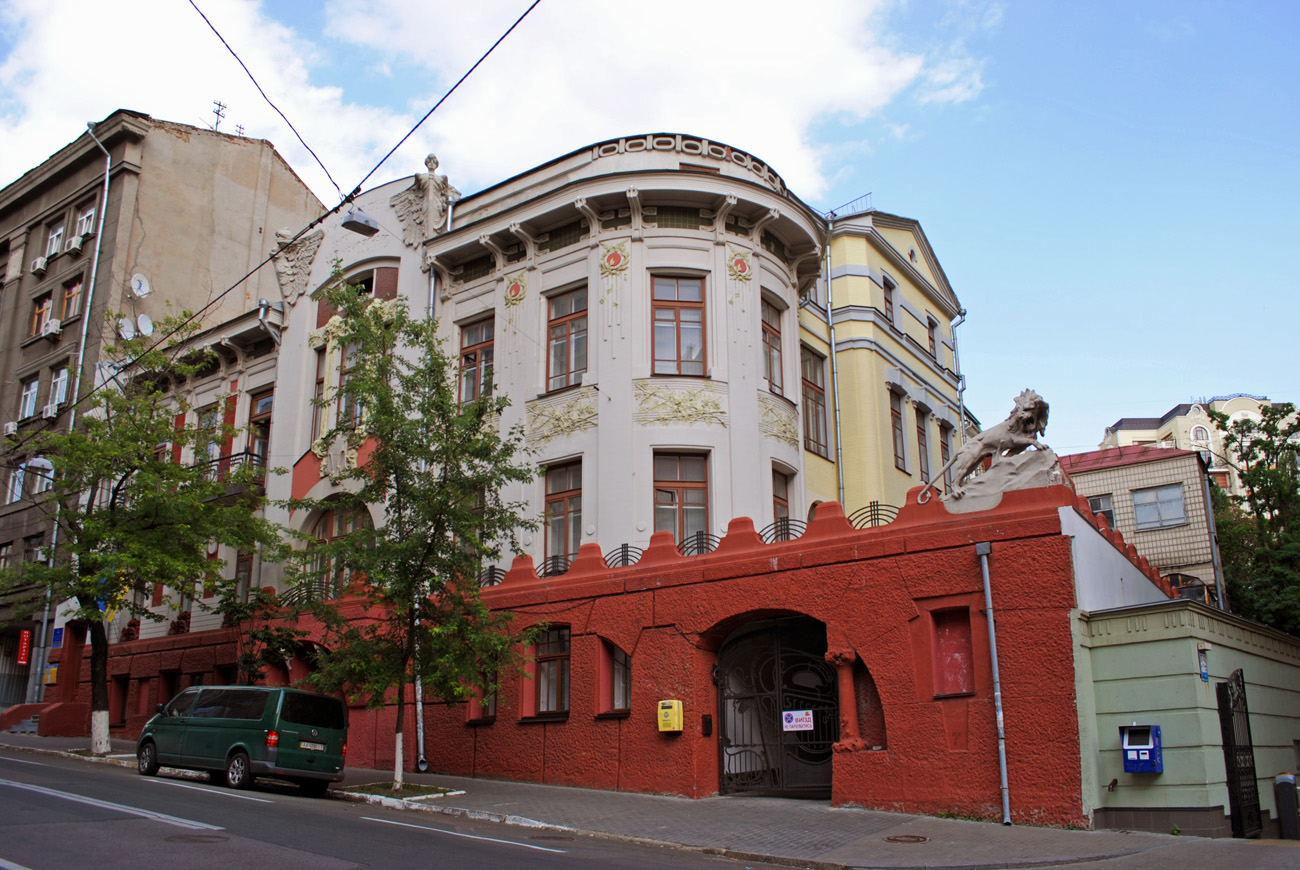
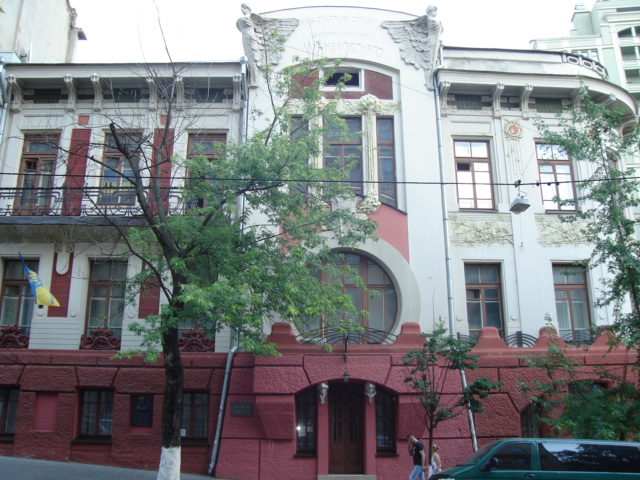
Frontansicht
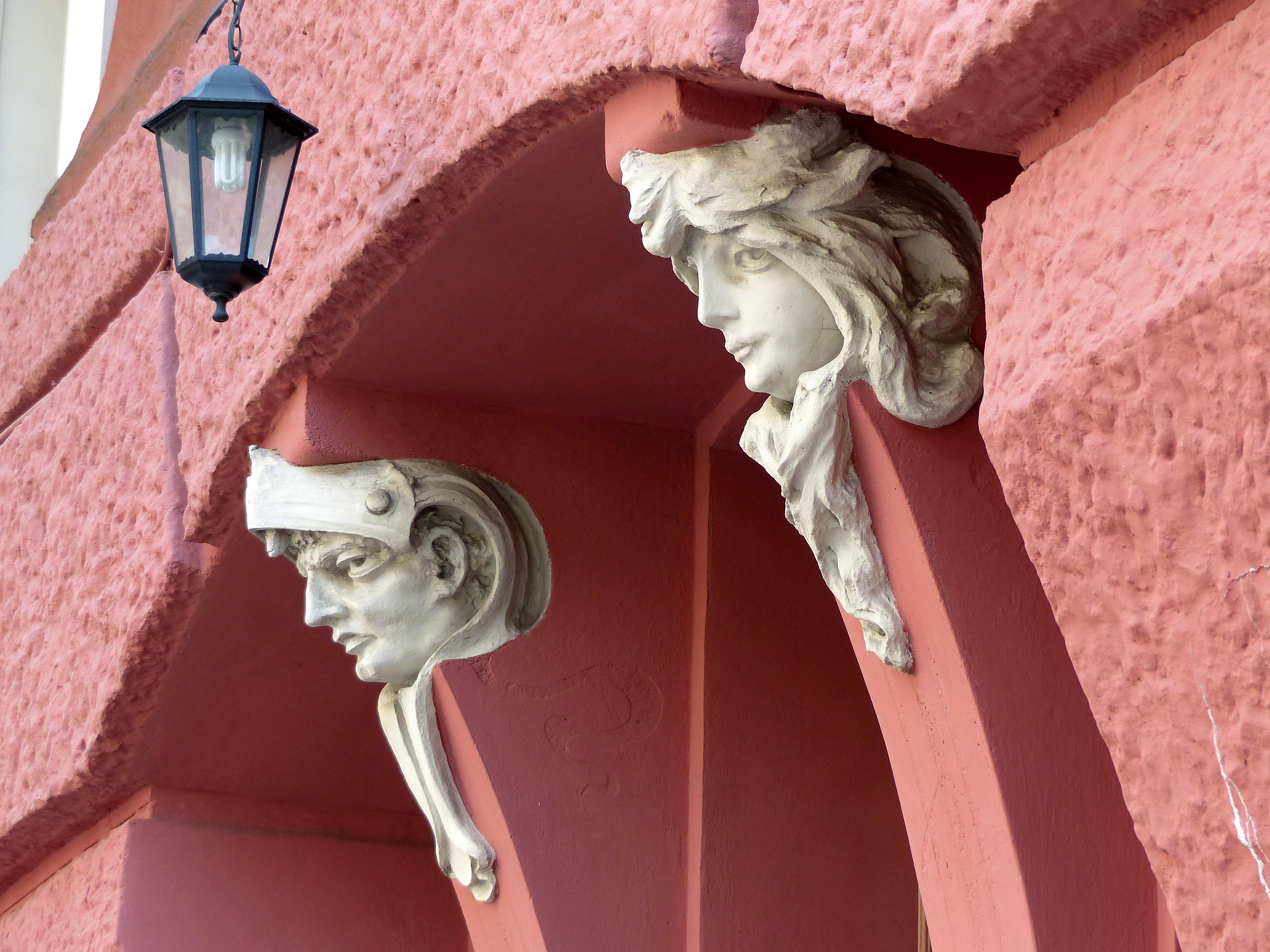
Detail Eingang
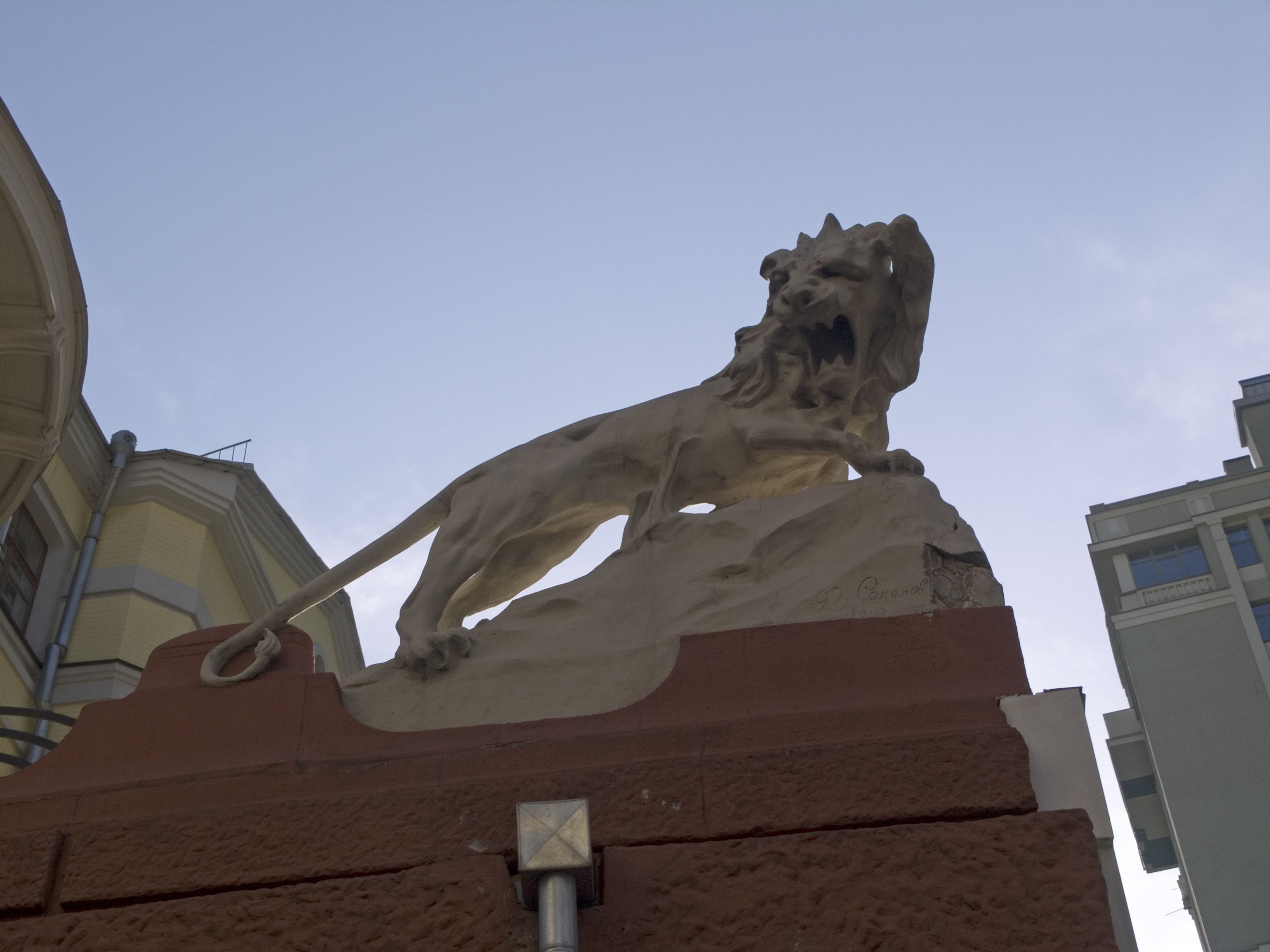
Detail